# Khouloum
Khouloum est une localité et une commune rurale malienne, située dans le pays de la Guïdimaxa, de l'arrondissement central de Kayes, dans le cercle et la région de Kayes sur le fleuve Sénégal à sa confluence avec la rivière de Kolimbiné. Elle a pour chef-lieu la localité de Khouloum.

## Géographie
La localité de Khoukoum est située sur la rive gauche de la Kolombiné à 7,5 km à l'est du centre de Kayes. L'agglomération de Kayes s'étendu sur une partie sud-ouest du territoire municipal de Khouloum au niveau des quartiers d'Hamdallaye et d'Atétébougou. Les municipalités voisines sont outre Kayes au sud-ouest, Bangassi à l'ouest, Gory Gopéla au nord-ouest, Gouméra au nord-est, Colimbiné à l'est, Hawa Dembaya et Liberté-Dembaya au sud.
| Gory Gopéla | Gory Gopéla  | Gouméra      |
| Bangassi    | Khouloum     | Colimbiné    |
| Kayes       | Hawa Dembaya | Hawa Dembaya |

## Population
Sa population est estimée à plus de 29 000 habitants en 2023. 

## Villages
La commune s'étend sur 11 localités relevées lors du recensement général de 2009. 
Les villages les plus peuplés sont :
- Soutoukoulé (9 101 habitants) ;
- Gabou Gopéla (2 350 habitants) ;
- Khouloum (2 068 habitants).

La loi 2023-007 attribue à la commune rurale 11 villages  :
- Aourou Dyalla
- Doussoukané
- Gabou Gopéla
- Kersignané
- Khouloum
- Loupourou
- Saboucireding
- Khégnou Soute
- Ségué Peulhs
- Soutoukoulé
- Saliambougou

## Transports
L'aéroport de Kayes Dag-Dag s'étend sur la commune et celle voisine de Bangassi.